# Descript.ion
Descript.ion是一种为文件提供注释的文本文件。文件扩展名 .ion 并没有特别的含义，只是和前文一起组成英文单词 Description，含义为‘描述、注释、备注’，其命名方式类似于美味书签 的网址 Del.icio.us。

## 格式
格式很简单，可视为自由檔案格式。每行为一个文件的注释，由‘文件名+空格+注释行’组成，格式如下：
```
 文件名1.jpg 注释内容
 文件名2.png 文件2注释
```

## 特点
由于采用纯文本文件存储文件注释，Descript.ion风格文件注释拥有纯文本的一系列特点：
- 文件注释便于用户编辑，用户可以用任何文本编辑器对文件注释进行修改。
- 支持Descript.ion风格文件注释的软件能够在多种操作系统上提供一致的文件注释。
- 多种软件之间能够互相兼容Descript.ion风格文件注释。

## 应用
Descript.ion注释文件早期见于图片管理软件ACDSee，如2.4版，在浏览界面为同级文件提供注释列，新建或编辑的快捷方式为Ctrl+D。后被XnView等其他图像浏览器沿用，在文件管理器 TC、DC 和 压缩软件 7-Zip 中均被支持。

## 支持 Descript.ion风格文件注释 的软件列表
- ACDSee
- XnView
- Total Commander
- Double Commander
- 7-Zip (支援 UTF-8 文字編碼)
- Directory Opus (支援 UTF-8 文字編碼)